# Carlos Marrón
Carlos Alberto Marrón (Daireaux, 19 de julio de 1938-Buenos Aires, 22 de abril de 2003) fue un militar argentino con el grado de almirante. Fue un jefe del Estado Mayor General de la Armada (JEMGA) desde el 24 de julio de 1996 hasta su relevo el 13 de diciembre de 1999.

## Carrera
Marrón ingresó a la Escuela Naval Militar en 1956, una vez terminados sus estudios secundarios. En 1960 egresó de dicha academia de formación militar con la jerarquía de guardiamarina, especializándose en la Flota de Mar.

### Destinos
Los principales destinos que tuvo el marino Carlos Marrón a lo largo de su carrera se destacan el destructor ARA San Luis, también revistó en el aviso ARA Comandante General Zapiola, luego haría lo mismo en el patrullero ARA King, posteriormente fue destinado al rompehielos ARA General San Martín para luego pasar a hacer lo mismo en el destructor ARA Rosales. Pasó a prestar servicios en unidades más importantes a medida que fue avanzando en el escalafón militar ya que fue destinado a los cruceros ARA La Argentina y ARA General Belgrano, luego sería comandante del cazaminas ARA Formosa y posteriormente de la escuadrilla de antiminado.
Su destino previo a la conducción de la fuerza naval, Marrón fue puesto en 1995 al mando la jefatura de la Casa Militar, un importante destino que permite un acceso directo con el presidente de la Nación Argentina.

### Titular de la Armada
El jefe del Estado Mayor General de la Armada, almirante Enrique Molina Pico, fue pasado a retiro en el mes de octubre de 1996 y el cargo fue ocupado por el vicealmirante Carlos Alberto Marrón el 24 de octubre de 1996. Ante esta situación, Marrón fue promovido a la jerarquía inmediata superior.
Mientras estuvo al frente de la marina de guerra llevó a cabo un plan de reestructuración naval que generó ciertos cimbronazos internos entre el personal de la armada, más que nada con los pertenecientes a la Aviación Naval, debido a que ordenó la baja del portaviones ARA Veinticinco de Mayo, que se encontraba inactivo desde hacía algunos años por los recortes presupuestarios que imposibilitaban su mantenimiento
El 23 de enero de 1998, habiendo recibido consulta del presidente Carlos Menem, sugirió y logró la expulsión de la Armada Argentina del capitán de fragata Alfredo Astiz —que implicó la pérdida del grado militar y salario—, luego de haber formulado controvertidas declaraciones públicas en una entrevista.
El almirante Marrón pasó a retiro el 13 de diciembre de 1999, tras la asunción del flamante presidente Fernando de la Rúa, quien decidió renovar las cúpulas de las Fuerzas Armadas argentinas.

#### Política de acercamiento
La Armada tuvo dos grandes logros en el nivel internacional durante la gestión del almirante Carlos Marrón. Habiendo estado al borde de la guerra en 1978, buques argentinos y chilenos realizaron por primera vez un ejercicio combinado, en la zona del estrecho de Drake, lo que significó un acercamiento con las Fuerzas Armadas de Chile luego de varios años de tensión.
Consolidó el primer acercamiento con Reino Unido luego de la guerra de las Malvinas en 1982. En el año 1997, Marrón recibió al contralmirante británico Paul Hoddinott, que combatió en el Atlántico Sur a bordo del destructor Glasgow, que resultó averiado por un ataque aéreo argentino.
Como respuesta, en julio de 1999, el almirante Marrón recibió al primer lord del almirantazgo británico, Michael Boyce, y en noviembre, el propio Carlos Marrón se convirtió en el primer titular de la Armada en visitar oficialmente el Reino Unido luego del conflicto bélico por los archipiélagos del atlántico sur.
Una de sus últimas gestiones en 1999 fue la ejecución del primer ejercicio combinado de búsqueda y rescate entre marinos argentinos y británicos.

## Después del retiro
Luego de retirarse de la Armada en diciembre de 1999 tras la asunción presidencial de Fernando de la Rúa y el subsiguiente recambio de cúpulas militares, Carlos Marrón ocupó fugazmente un cargo en el gobierno bonaerense de Carlos Ruckauf. Trabajó por tres días en los Astilleros Río Santiago. Luego de ser recomendado por Esteban Caselli, el marino recientemente retirado renunció abruptamente al no aceptar los recortes presupuestarios que tendría esa área. Esta se convirtió en su última actividad pública.
Falleció a los 64 años de edad el 22 de abril de 2003.